# Ali Akman
Ali Akman (Bursa, 18 aprile 2002) è un calciatore turco, attaccante del Çorum.

## Caratteristiche tecniche
È un centravanti.

## Carriera

### Club
Cresciuto nel settore giovanile del Bursaspor, debutta in prima squadra il 17 agosto 2019 in occasione dell'incontro di TFF 1. Lig perso 3-1 contro il Fatih Karagümrük.
Nel 2021 viene acquistato dall'Eintracht Francoforte, che contestualmente lo cede in prestito per una stagione al N.E.C.

### Nazionale
Ha giocato nelle nazionali giovanili turche Under-15, Under-16, Under-17, Under-18, Under-19 ed Under-21.

## Statistiche
Statistiche aggiornate al 6 settembre 2021.

### Presenze e reti nei club
| Stagione        | Squadra         | Campionato      | Campionato | Campionato | Coppe nazionali | Coppe nazionali | Coppe nazionali | Coppe continentali | Coppe continentali | Coppe continentali | Altre coppe | Altre coppe | Altre coppe | Totale | Totale |
| Stagione        | Squadra         | Comp            | Pres       | Reti       | Comp            | Pres            | Reti            | Comp               | Pres               | Reti               | Comp        | Pres        | Reti        | Pres   | Reti   |
| --------------- | --------------- | --------------- | ---------- | ---------- | --------------- | --------------- | --------------- | ------------------ | ------------------ | ------------------ | ----------- | ----------- | ----------- | ------ | ------ |
| 2019-2020       | Bursaspor       | 1L              | 21         | 2          | CT              | 4               | 2               |                    | -                  | -                  |             | -           | -           | 25     | 4      |
| 2020-2021       | Bursaspor       | 1L              | 18         | 10         | CT              | 2               | 0               |                    | -                  | -                  |             | -           | -           | 20     | 10     |
| 2021-2022       | N.E.C.          | ED              | 4          | 2          | CO              | 0               | 0               |                    | -                  | -                  |             | -           | -           | 4      | 2      |
| Totale carriera | Totale carriera | Totale carriera | 43         | 14         |                 | 6               | 2               |                    | -                  | -                  |             | -           | -           | 49     | 16     |